# شهر فرشتگان (ترانه)
«شهر فرشتگان» (به انگلیسی: City of Angels) که به شهر لس آنجلس اشاره دارد، تک‌آهنگی از گروه موسیقی پراگرسیو راک ترتی سکندز تو مارس است که در ۲۵ اکتبر ۲۰۱۳ منتشر شد. این تک‌آهنگ در آلبوم عشق، هوس، ایمان و رؤیاها قرار داشت.